# Tabuik
Tabuik (indonežanski izgovor: /tabu.ik/) je tradicionalni festival koji se održava u gradu Pariaman na zapadnoj obali Sumatre u Indoneziji. Ovaj događaj predstavlja lokalnu adaptaciju šiitskog rituala komemoracije Ašure, povodom sećanja na smrt imama Huseina u bici kod Karbale 680. godine.

## Lingvističko poreklo
Naziv tabuik potiče iz minangkabauskog jezika, a koren reči se može povezati sa arapskim izrazom طَبُوع (ṭabūʿ), što znači „sanduka“ ili „kovčeg“. U lokalnoj upotrebi, reč označava simboličnu konstrukciju koja se izrađuje tokom festivala i predstavlja odar za imama Huseina. Ovaj termin ušao je u indonežanski jezik i koristi se isključivo u kulturno-verskom kontekstu.

## Istorijski kontekst
Festival su u 19. veku doneli muslimani šiiti iz Indije koji su radili u Zapadnoj Sumatri, posebno u okviru kolonijalne administracije Holandske Istočne Indije. Vremenom je ritual izgubio svoj strogo verski karakter i preoblikovao se u manifestaciju u kojoj dominiraju elementi Minangkabau tradicije, kao što su tradicionalna muzika, plesovi i dekorativna umetnost.

## Obredi i običaji
Festival traje oko deset dana i uključuje niz ceremonija:
- Izrada velikih maketa nazvanih tabuik koje mogu dostići i do 12 metara visine, ukrašene ornamentima i simbolima.
- Procesije kroz grad Pariaman uz zvuke tradicionalnih bubnjeva gandang tasa.
- Izvođenje minangkabau plesova i javnih predstava koje prikazuju priču o Karbali.
- Na završni dan, makete se bacaju u Indijski okean, što simbolizuje povratak duše imama Huseina ka nebu.

## Kulturni i turistički značaj
Iako potiče iz šiitske tradicije, danas Tabuik ima dominantno kulturni i turistički karakter. Festival privlači hiljade posetilaca iz Indonezije i inostranstva, čime doprinosi razvoju lokalnog turizma i očuvanju minangkabau identiteta. Pored religijskih obreda, tokom festivala se održavaju i sajmovi, sportska takmičenja, gastronomski događaji i koncerti.

## Uticaj na jezik i kulturu
Reč tabuik se retko koristi izvan konteksta ovog festivala, ali je postala značajan element u proučavanju indonežanske kulture i sinkretizma u Jugoistočnoj Aziji. Festival se često koristi kao primer kulturne integracije različitih verskih tradicija u minangkabau društvu.